# GOST
GOST, abreviatura de Gosudarstvenny Standart (Государственный Стандарт, en español: Estándar del estado) que es un conjunto de estándares internacionales de la CEI, desarrollado en la antigua URSS y actualmente mantenido por el Consejo Interestatal para la Estandartización, Metrología y Certificación (EASC por sus siglas en inglés).
En 1992, los miembros de la comunidad de Estados Independientes firmaron un acuerdo por el que reconocieron las normas nacionales vigentes de la URSS con el índice de la categoría "GOST" como Interestatal, manteniendo este índice detrás de las normas interestatales nuevas o modificadas.